# Mužik

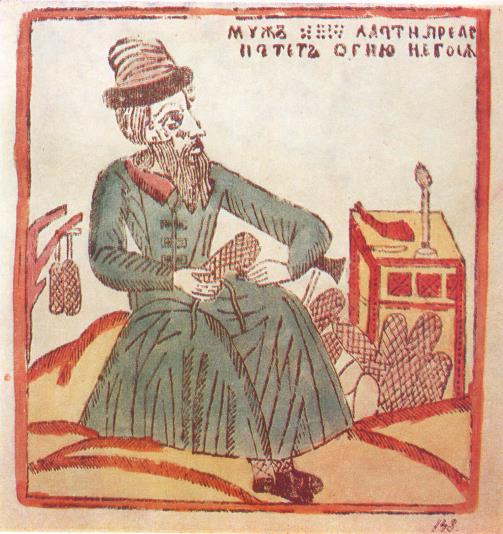
Mužik si vyrábí láptě. Kresba z 18. století

Mužik (rusky мужик) označuje ruského rolníka, obvykle v carském Rusku. Termín implikuje jistou míru chudoby – většina mužiků byla před zemědělskými reformami z roku 1861 nevolníky. Po tomto datu jim byly přiděleny pozemky a stali se svobodnými rolníky. Slovo bylo přeneseno do západních jazyků díky svému častému výskytu v literatuře, zejména u Tolstého a Dostojevského.